# أوستورموناغ
أوستورموناغ (بالأنجلوسكسونية: Ēosturmōnaþ) وتعني شهر أوستور أو أوستارا بالأنجلوسكسونية وهو أسم شهر أبريل.
هذا الاسم سجله الباحث القديس الانجلوسكسوني بيدا في مخطوطته حساب الوقت (The Reckoning of Time) حيث ذكر أن «شهر أوستر (Eostur-Monath) تأتي تسميته من الإلهه إوستر. ونحن الآن نسمي موسم عيد الفصح اليهودي (باسكال) بإسمها، إشارة إلى الفرح بالمهرجان الحديث مع التسمية العتيقة القديمة.»